# Copa Perú 1996
La Copa Perú 1996 fue la edición número 24 en la historia de la competición. El torneo otorgó un cupo al torneo de Primera División y finalizó el 2 de febrero del año siguiente tras terminar el hexagonal final que tuvo como campeón al José Gálvez FBC. Con el título obtenido este club lograría el ascenso al Campeonato Descentralizado 1997.

## Etapa Regional
A esta fase clasificaron los campeones de cada departamento del Perú y de la Provincia Constitucional del Callao. A estos equipos se unió León de Huanuco que descendió del Campeonato Descentralizado 1995. Los equipos fueron agrupados en seis regiones donde los campeones de cada una disputarían un hexagonal en Lima para definir al campeón.

### Región I
| Departamento | Club                             | Ciudad       |
| ------------ | -------------------------------- | ------------ |
| Cajamarca    | Universidad Técnica de Cajamarca | Cajamarca    |
| Lambayeque   | Mariscal Sucre                   | Ferreñafe    |
| Piura        | IMI FC                           | Talara       |
| Tumbes       | Independiente                    | Aguas Verdes |

Clasificado: Universidad Técnica de Cajamarca.

### Región II
| Departamento | Club                    | Ciudad   |
| ------------ | ----------------------- | -------- |
| Ancash       | José Gálvez FBC         | Chimbote |
| Callao       | Olímpico Bella Unión    | Dulanto  |
| Ica          | Estudiantes de Medicina | Ica      |
| La Libertad  | Carlos A. Mannucci      | Trujillo |
| Lima         | Repcel                  | Lima     |

Clasificado: José Gálvez FBC.

### Región III
| Departamento | Club                        | Ciudad      |
| ------------ | --------------------------- | ----------- |
| Amazonas     | Deportivo Sachapuyos        | Chachapoyas |
| Loreto       | Colegio Nacional de Iquitos | Iquitos     |
| San Martín   | Deportivo Tumi              | Tarapoto    |
| Ucayali      | San Martín de Porres        | Pucallpa    |

#### Final regional
| Local ida                   | Resultado global | Local vuelta         | Ida   | Vuelta |
| --------------------------- | ---------------- | -------------------- | ----- | ------ |
| Colegio Nacional de Iquitos | 2 - 0            | Deportivo Sachapuyos | 1 - 0 | 1 - 0  |

### Región IV
| Departamento | Club                  | Ciudad       |
| ------------ | --------------------- | ------------ |
| Huancavelica | 7 de Agosto           | Huancavelica |
| Huánuco      | Unión Naranjillo      | Tingo María  |
| Huánuco      | León de Huánuco       | Huánuco      |
| Junín        | Cultural Hidro        | La Oroya     |
| Pasco        | Unión Social Oxapampa | Oxapampa     |

Partido extra
|                 | Resultado     |                  |
| --------------- | ------------- | ---------------- |
| León de Huánuco | 2 - 2 6-4 (p) | Unión Naranjillo |

### Región V
| Departamento  | Club                | Ciudad           |
| ------------- | ------------------- | ---------------- |
| Apurímac      | Gigantes del Cenepa | Andahuaylas      |
| Ayacucho      | Deportivo Huáscar   | Ayacucho         |
| Cusco         | Deportivo Garcilaso | Cusco            |
| Madre de Dios | Estudiantes Unidos  | Puerto Maldonado |

Clasificado: Gigantes del Cenepa.

### Región VI
| Departamento | Club              | Ciudad   |
| ------------ | ----------------- | -------- |
| Arequipa     | FBC Piérola       | Arequipa |
| Moquegua     | Atlético Huracán  | Moquegua |
| Puno         | Universitario     | Puno     |
| Tacna        | Coronel Bolognesi | Tacna    |

Partido extra
|                   | Resultado |               |
| ----------------- | --------- | ------------- |
| Coronel Bolognesi | 4 - 1     | Universitario |

## Hexagonal Final
| Equipo                             | PJ | PG | PE | PP | GF | GC | DG  | Pts |
| ---------------------------------- | -- | -- | -- | -- | -- | -- | --- | --- |
| José Gálvez FBC                    | 5  | 4  | 1  | 0  | 15 | 4  | +11 | 13  |
| UTC                                | 5  | 3  | 0  | 2  | 11 | 9  | +2  | 9   |
| Coronel Bolognesi                  | 5  | 2  | 1  | 2  | 8  | 6  | +2  | 7   |
| Gigantes del Cenepa de Andahuaylas | 5  | 2  | 0  | 3  | 10 | 13 | -3  | 6   |
| CNI                                | 5  | 2  | 0  | 3  | 8  | 11 | -3  | 6   |
| León de Huánuco                    | 5  | 1  | 0  | 4  | 3  | 12 | -9  | 3   |

|  | Campeón y asciende al Campeonato Descentralizado 1997 |

| \| Jor. \| Fecha \| Estadio \| Ciudad \| Local \| Score \| Visitante \| \| ---- \| ---------- \| -------- \| ------ \| ---------------------------------- \| ----- \| ---------------------------------- \| \| 1 \| 19-01-1997 \| Nacional \| Lima \| León de Huánuco \| 1-0 \| Coronel Bolognesi \| \| 1 \| 19-01-1997 \| Nacional \| Lima \| José Gálvez FBC \| 1-0 \| UTC \| \| 1 \| 19-01-1997 \| Nacional \| Lima \| Gigantes del Cenepa de Andahuaylas \| 1-3 \| CNI \| \| 2 \| 22-01-1997 \| Nacional \| Lima \| José Gálvez FBC \| 1-1 \| Coronel Bolognesi \| \| 2 \| 22-01-1997 \| Nacional \| Lima \| Gigantes del Cenepa de Andahuaylas \| 3-0 \| León de Huánuco \| \| 2 \| 22-01-1997 \| Nacional \| Lima \| UTC \| 3-2 \| CNI \| \| 3 \| 26-01-1997 \| Nacional \| Lima \| León de Huánuco \| 1-2 \| UTC \| \| 3 \| 26-01-1997 \| Nacional \| Lima \| Gigantes del Cenepa de Andahuaylas \| 0-3 \| Coronel Bolognesi \| \| 3 \| 26-01-1997 \| Nacional \| Lima \| José Gálvez FBC \| 3-1 \| CNI \| \| 4 \| 29-01-1997 \| Nacional \| Lima \| Gigantes del Cenepa de Andahuaylas \| 4-2 \| UTC \| \| 4 \| 29-01-1997 \| Nacional \| Lima \| Coronel Bolognesi \| 3-0 \| CNI \| \| 4 \| 29-01-1997 \| Nacional \| Lima \| José Gálvez FBC \| 5-0 \| León de Huánuco \| \| 5 \| 02-02-1997 \| Nacional \| Lima \| León de Huánuco \| 1-2 \| CNI \| \| 5 \| 02-02-1997 \| Nacional \| Lima \| UTC \| 4-1 \| Coronel Bolognesi \| \| 5 \| 02-02-1997 \| Nacional \| Lima \| José Gálvez FBC \| 5-2 \| Gigantes del Cenepa de Andahuaylas \| |            |          |        |                                    |       |                                    |
| Jor. | Fecha      | Estadio  | Ciudad | Local                              | Score | Visitante                          |
| 1 | 19-01-1997 | Nacional | Lima   | León de Huánuco                    | 1-0   | Coronel Bolognesi                  |
| 1 | 19-01-1997 | Nacional | Lima   | José Gálvez FBC                    | 1-0   | UTC                                |
| 1 | 19-01-1997 | Nacional | Lima   | Gigantes del Cenepa de Andahuaylas | 1-3   | CNI                                |
| 2 | 22-01-1997 | Nacional | Lima   | José Gálvez FBC                    | 1-1   | Coronel Bolognesi                  |
| 2 | 22-01-1997 | Nacional | Lima   | Gigantes del Cenepa de Andahuaylas | 3-0   | León de Huánuco                    |
| 2 | 22-01-1997 | Nacional | Lima   | UTC                                | 3-2   | CNI                                |
| 3 | 26-01-1997 | Nacional | Lima   | León de Huánuco                    | 1-2   | UTC                                |
| 3 | 26-01-1997 | Nacional | Lima   | Gigantes del Cenepa de Andahuaylas | 0-3   | Coronel Bolognesi                  |
| 3 | 26-01-1997 | Nacional | Lima   | José Gálvez FBC                    | 3-1   | CNI                                |
| 4 | 29-01-1997 | Nacional | Lima   | Gigantes del Cenepa de Andahuaylas | 4-2   | UTC                                |
| 4 | 29-01-1997 | Nacional | Lima   | Coronel Bolognesi                  | 3-0   | CNI                                |
| 4 | 29-01-1997 | Nacional | Lima   | José Gálvez FBC                    | 5-0   | León de Huánuco                    |
| 5 | 02-02-1997 | Nacional | Lima   | León de Huánuco                    | 1-2   | CNI                                |
| 5 | 02-02-1997 | Nacional | Lima   | UTC                                | 4-1   | Coronel Bolognesi                  |
| 5 | 02-02-1997 | Nacional | Lima   | José Gálvez FBC                    | 5-2   | Gigantes del Cenepa de Andahuaylas |

| Campeón                    |
| José Gálvez FBC 1.º título |